# Lev Nikolayevich Tolstoy
Bá tước Lev Nikolayevich Tolstoy (tiếng Nga: Лев Николаевич Толстой; phiên âm: Lép Ni-cô-lai-ê-vích Tôn-xtôi, 28 tháng 8 năm 1828 – 20 tháng 11 năm 1910), là một tiểu thuyết gia người Nga, nhà triết học, người theo chủ nghĩa hoà bình, nhà cải cách giáo dục, người ăn chay, người theo chủ nghĩa vô chính phủ, tín hữu Cơ Đốc giáo, nhà tư tưởng đạo đức và là một thành viên có ảnh hưởng của gia đình Tolstoy.
Tolstoy được yêu mến ở khắp mọi nơi trên thế giới như một tiểu thuyết gia vĩ đại nhất trong tất cả các nhà tiểu thuyết gia khác, ông đặc biệt nổi tiếng với kiệt tác Chiến tranh và hoà bình và Anna Karenina; miêu tả sự phóng khoáng và hiện thực của cuộc sống Nga, hai tác phẩm là đỉnh cao của tiểu thuyết hiện thực. Là một nhà luân lý, ông nổi tiếng với tư tưởng kháng cự bất bạo động, được thể hiện xuyên suốt các tác phẩm của mình như Vương quốc Chúa Trời trong bạn, điều đã có ảnh hưởng tới những nhân vật quan trọng nhất của thế kỷ XX như Mahatma Gandhi và Martin Luther King, Jr.

## Tiểu sử
Lev (trong gia đình ông được đánh vần là "Lyov", chứ không phải "Lev") sinh tại khu đất đai của cha ông ở Yasnaya Polyana, tại Tula guberniya vùng Trung Nga. Gia đình Tolstoy là một dòng họ quý tộc nổi tiếng từ xưa tại Nga, mẹ của ông khi sinh là nữ công tước Volkonsky, trong khi bà ông có nguồn gốc xuất thân từ gia đình hoàng gia Troubetzkoy và Gorchakov. Tolstoy có họ hàng với các gia đình quý tộc lớn nhất nước Nga. Thực tế sinh ra trong một trong những gia đình đại quý tộc bậc nhất ở Nga khiến Tolstoy rất khác biệt với toàn bộ những nhà văn khác cùng thế hệ với ông. Ông luôn là một nhà quý tộc có ý thức về vấn đề giai cấp. 

### Tuổi thơ
Tuổi thơ và thời niên thiếu của Tolstoy là sự xê dịch giữa Moskva và Yasnaya Polyana, trong một đại gia đình với ba người anh trai và một chị gái. Ông đã để lại cho chúng ta một hồi ức rất sống động về môi trường sống thời niên thiếu trong những trang viết phi thường ông gửi cho người viết tiểu sử của mình Pavel Biryukov. Mẹ ông qua đời khi ông mới lên hai, và cha ông cũng mất khi ông mới lên chín. Sự giáo dục sau đó của ông được giao vào tay người cô họ, Madame Ergolsky, người được cho là hình mẫu của Sonya trong tiểu thuyết Chiến tranh và hòa bình (cha ông và mẹ ông cũng là hình mẫu của các bá tước Nicolas Ilyich Rostov và nữ công tước Maria Nicolaievna Bolkonskaia trong tiểu thuyết đó).

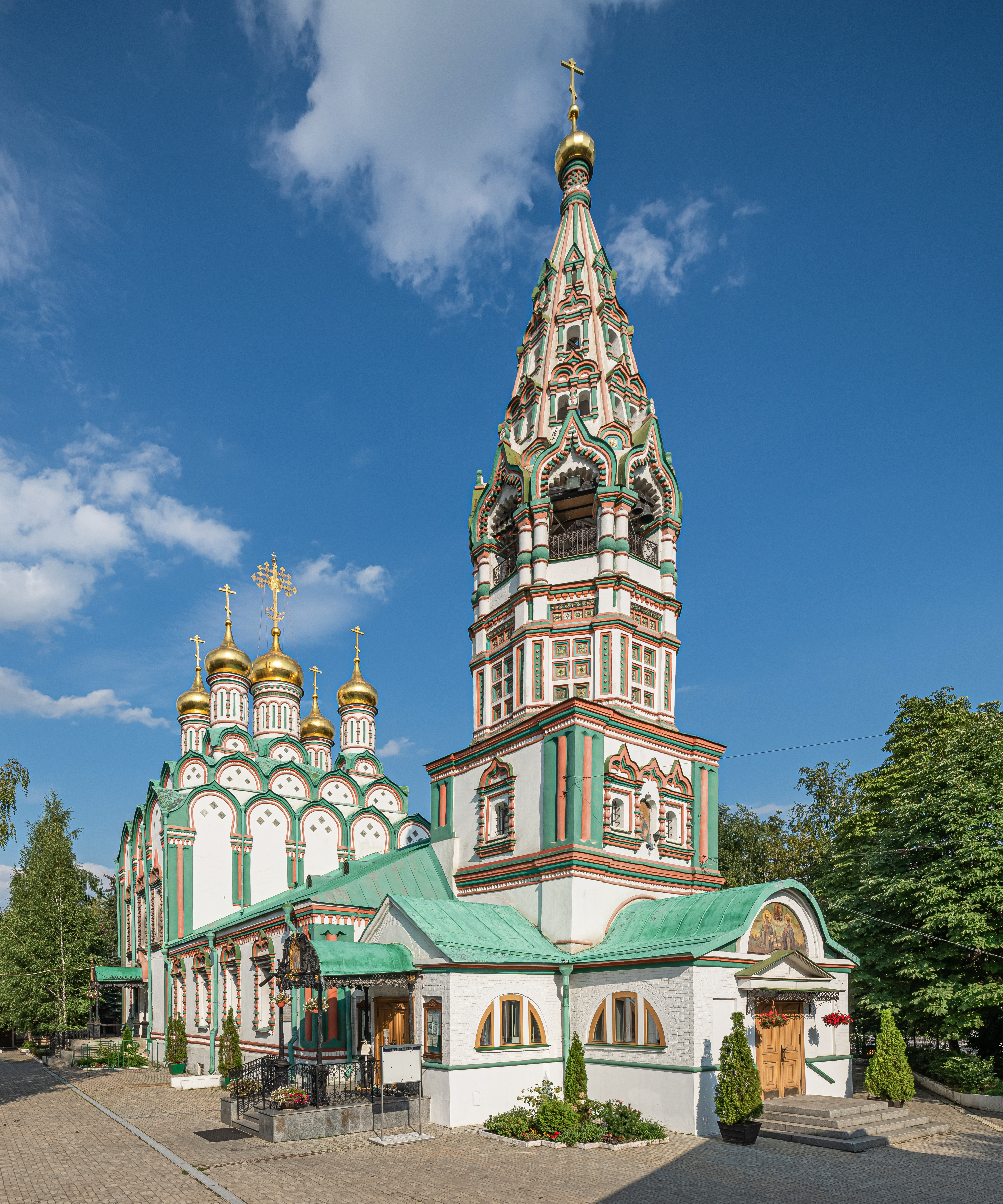
Nhà thờ Thánh Nicholas tại Khamovniki, Tolstoy từng là một giáo dân tại đó trước khi ông bị rút phép thông công.

Năm 1844, Tolstoy bắt đầu học luật và các ngôn ngữ phương Đông tại Đại học Kazan, nơi các giáo viên miêu tả ông là "vừa không có khả năng vừa không muốn học hành." Ông không thấy ý nghĩa trong việc tiếp tục học tập và rời trường giữa khoá. Năm 1849 ông về cư trú tại Yasnaya Polyana, nơi ông cố gắng trở nên hữu ích cho những người nông dân của mình nhưng nhanh chóng khám phá ra sự vô dụng của lòng nhiệt tình thiếu hiểu biết của mình.
Đa phần thời gian học tập tại trường đại học và sau đó cuộc đời ông giống với cuộc đời của những chàng trai trẻ và những người ở tầng lớp của ông khi ấy, không theo quy luật nào và luôn tìm kiếm các trò vui – rượu, bài bạc, và phụ nữ – không phải hoàn toàn khác biệt cuộc sống của Pushkin trước khi ông bị trục xuất về phương Nam. Nhưng Tolstoy không thể vô tư chấp nhận để cuộc sống tự diễn ra. Từ rất sớm, trong nhật ký của ông (hiện còn từ năm 1847 về sau) cho thấy một sự đau khổ không bao giờ thỏa mãn về giá trị đạo đức của cuộc sống, một sự đau khổ sẽ còn mãi và là xung lực mang tính quyết định trong trí óc ông. Quyển nhật ký này cũng thể hiện sự thực nghiệm kỹ thuật phân tích tâm lý sẽ trở thành vũ khí văn chương chủ chốt của ông sau này.

### Những tham vọng văn chương đầu tiên
Thử nghiệm văn chương đầu tiên của Tolstoy là tác phẩm dịch cuốn A Sentimental Journey Through France and Italy (Một chuyến đi đầy xúc cảm qua Pháp và Ý). Ông bị ảnh hưởng nhiều từ tiểu thuyết gia người Anh Sterne trong những tác phẩm đầu tiên của mình, dù sau này ông đã phỉ báng Sterne là "một nhà văn không ngay thật". Tới năm 1851 một trong những nỗ lực tham vọng hơn và rõ rệt hơn về một phong cách sáng tác mới là truyện ngắn đầu tay của ông, "Một lịch sử của ngày hôm qua" (A History of Yesterday). Cùng năm ấy, buồn chán về cuộc sống dường như trống rỗng và vô nghĩa tại Moskva, khiến ông mang nợ vì cờ bạc, ông tới Kavkaz, và gia nhập một đơn vị pháo binh đồn trú tại khu vực Cossack của Chechnya, với tư cách một binh nhì tình nguyện, nhưng mang dòng dõi quý tộc (юнкер, yunker). Năm 1852 ông hoàn thành tiểu thuyết đầu tiên Thời thơ ấu (Childhood) và gửi nó cho Nikolai Nekrasov để đăng trên tờ Sovremennik. Dù Tolstoy khó chịu với những cắt xén của nhà xuất bản, quyển sách ngay lập tức thành công khiến Tolstoy có được một vị trí xác định trên văn đàn Nga.
Tại khẩu đội pháo của mình Tolstoy sống một cuộc đời dễ chịu và không phiền phức nhờ tư cách một sĩ quan quý tộc. Ông có nhiều thời gian rảnh, và đa số thời gian đó ông đều dùng cho những cuộc săn bắn. Trong vài lần tham dự chiến đấu, ông tỏ ra rất tài giỏi. Vào năm 1854, ông nhận được lệnh, theo sự yêu cầu của ông, chuyển sang phục vụ cuộc chinh chiến chống quân Thổ Nhĩ Kỳ tại xứ Wallachia, nơi ông tham gia vào cuộc bao vây Silistra (nằm ở phần phía Đông Bắc Bulgaria). Tháng 11 năm ấy, ông tham gia cuộc đồn trú tại Sevastopol. Tại đó ông đã chứng kiến những trận đánh có tầm quan trọng lớn nhất trong thế kỷ. Ông tham gia bảo vệ Pháo đài số Bốn (Fourth Bastion) nổi tiếng và vào Trận Sông Chernaya, ông đã chế nhạo sự chỉ huy yếu kém tại đó trong một bài hát vui, đoạn thơ duy nhất từng biết do ông viết ra.
Tại Sevastopol ông viết cuốn Những mẩu chuyện Sebastopol (Sebastopol Sketches), được nhiều người coi là cố gắng đầu tiên của ông nhằm có được những kỹ thuật sẽ được áp dụng hiệu quả sau này trong tác phẩm Chiến tranh và hòa bình. Cũng được xuất bản định kỳ hàng tháng trên tờ Sovremennik khi cuộc bao vây còn đang diễn ra, những câu chuyện này khiến công chúng chú ý tới ông nhiều hơn. Trên thực tế, Nga hoàng Aleksandr II được biết đã từng tán dương tác giả của câu chuyện, "Hãy giữ gìn anh chàng đó." Ngay sau khi pháo đài bị từ bỏ, Tolstoy xin nghỉ phép tại Petersburg và Moscow. Năm sau ông rời quân ngũ, hoàn toàn ghê tởm với sự chém giết vô nghĩa đã chứng kiến.

### Thời gian giữa khi rời quân ngũ và lập gia đình

Chân dung do Ivan Kramskoi vẽ (1873)

Những năm 1856–1861, ông sống tại Petersburg, Moscow, Yasnaya và ở nước ngoài. Năm 1857 (và một lần nữa trong giai đoạn 1860–1861), ông đi ra nước ngoài và quay trở về với sự vỡ mộng về tính ích kỷ và chủ nghĩa vật chất của nền văn minh tư sản châu Âu, một cảm giác được thể hiện trong truyện ngắn Lucerne và gián tiếp hơn trong tác phẩm Ba cái chết (Three Deaths) của ông. Khi bắt đầu có quan điểm thiên về phương Đông hơn với ảnh hưởng từ Phật giáo, Tolstoy học cách tự nhận thức mình thông qua những sinh thể sống. Ông bắt đầu viết Kholstomer, với một đoạn độc thoại nội tâm của một chú ngựa. Nhiều suy nghĩ riêng tư của ông đã được phản ánh thông qua một nhân vật chính trong tác phẩm Người Cô dắc (The Cossacks), người nằm ngẫm nghĩ, lúc ngã xuống đất khi đang trong một cuộc săn:
'Ta ở đây, Dmitri Olenin, một sinh vật khá khác biệt so với những sinh vật khác, đang nằm đơn độc chỉ Thượng đế mới biết là ở đâu – nơi một chú nai thường sống – một chú nai già, một chú nai đẹp đẽ có lẽ chưa từng nhìn thấy một con người, và tại một nơi chưa từng có người nào ngồi hay suy nghĩ những việc đó. Ta ngồi đây, và xung quanh ta là những cây già cây non, một cây phủ đầy những vòng nho dại, và những con gà lôi đang kêu vang, đuổi nhau vòng quanh và có lẽ đang tìm kiếm những người anh em đã bị giết của chúng.' Anh cảm nhận thấy những chú gà lôi của mình, suy nghĩ về chúng, và chùi dòng máu nóng trên bàn tay vào áo khoác. 'Có lẽ những con chó rừng đã đánh hơi thấy chúng và thất vọng bỏ đi hướng khác: phía trên ta, bay trong đám lá cây đối với chúng rộng lớn như những hòn đảo, những con muỗi kêu vo vo: một, hai, ba, bốn, một trăm, một ngàn, một triệu con muỗi, và tất cả chúng cùng kêu ca một điều gì đó hay mỗi con lại có vấn đề của riêng mình giống một Dmitri Olenin như ta.' Anh tưởng tượng một cách sinh động về tiếng kêu của những chú muỗi: 'Hướng này, hướng này, các bạn! Ở đây có thứ chúng ta ăn được đấy!' Chúng kêu và lao về phía anh. Và anh thấy rõ ràng rằng mình không phải một nhà quý tộc Nga, một thành viên của xã hội Moscow, một người bạn và họ hàng của ông này bà nọ, mà chỉ như là một con muỗi, hay gà lôi, hay nai, như những loài vật hiện đang sống cạnh anh. 'Chỉ như chúng thôi, chỉ như Chú Eroshka, ta sẽ sống một lát rồi chết, và như chú đã từng nói rất đúng: "cỏ sẽ mọc lên và không còn gì nữa".'
Những năm sau cuộc Chiến tranh Crimean là khoảng thời gian duy nhất trong cuộc đời Tolstoy, khi ông sống lẫn lộn trong thế giới văn chương. Ông được giới trí thức Petersburg và Moscow ca ngợi là một trong những người tài giỏi nhất và danh vọng càng tăng với những thành công của ông. Nhưng ông không muốn gần họ. Ông là một nhà quý tộc quá chân chính để có thể giống với giới trí thức nửa tự do này. Tất cả suy nghĩ trong đầu ông đều trái ngược với suy nghĩ trong đầu những người đang trong quá trình Tây phương hoá, những người đã được Ivan Turgenev, người được đa số công nhận là tác giả lớn nhất còn đang sống của Nga ở giai đoạn đó, phác hoạ. Turgenev, người theo nhiều cách là sự đối lập của Tolstoy cũng là người ca ngợi ông nhiều nhất khi gọi truyện ngắn năm 1862 Người Cô dắc của Tolstoy là "Truyện hay nhất được viết bằng ngôn ngữ của chúng ta."
Tolstoy không tin vào sự tiến bộ và văn hóa và thích trêu chọc Turgenev qua những câu nói hay lời bình luận cay độc của mình. Việc thiếu sự cảm thông với giới văn học khiến ông rơi vào một cuộc tranh cãi ầm ĩ với Turgenev (1861), ông đã thách đấu với Turgenev nhưng sau đó đã đưa ra lời xin lỗi về hành động của mình. Cả câu chuyện rất đặc trưng về tính nết của ông, không thể kiên nhẫn với sự ưu việt hơn của người khác và sự thiếu lòng tự trọng trí thức của họ. Những nhà văn duy nhất còn là bạn của ông gồm vị "địa chủ" bảo thủ Afanasy Fet và nhà dân chủ thân Slavơ Nikolay Strakhov, cả hai người đều có quan điểm trái ngược với dòng tư tưởng chính thời kỳ đó.
Năm 1859, ông lập ra một ngôi trường cho trẻ em nông thôn tại Yasnaya, tiếp đó là 12 ngôi trường khác, những nguyên tắc tự do cơ bản của chúng đã được Tolstoy miêu tả trong tiểu luận năm 1862: "Ngôi trường tại Yasnaya Polyana" của mình. Ông cũng viết nhiều truyện cho trẻ em nông thôn. Những thực nghiệm giáo dục của Tolstoy sớm chết yểu, nhưng đó chính là nguyên mẫu trực tiếp đầu tiên cho Trường Summerhill của A.S.Neill, ngôi trường tại Yasnaya Polyana có thể coi là mô hình đầu tiên của một lý thuyết chặt chẽ về giáo dục tự do.
Năm 1862, Tolstoy xuất bản một tạp chí sư phạm, Yasnaya Polyana, theo đó ông đề xuất không phải giới trí thức sẽ dạy dỗ người nông dân, mà là người nông dân dạy dỗ giới trí thức. Ông trở nên tin tưởng rằng ông đang được hưởng tài sản thừa kế một cách không công bằng, và được nổi tiếng trong giới nông dân về những hành động giúp đỡ hào hiệp của mình. Ông thường quay về ngôi nhà nông thôn đem theo những người hành khất mà ông thấy cần phải giúp đỡ, và thường đưa những khoản tiền lớn cho những người ăn mày trong thành phố. Năm 1861, ông nhậm chức Thẩm phán Hoà bình, một địa vị được đưa ra với mục đích giám sát việc thực thi cuộc Cải cách giải phóng năm 1861. 

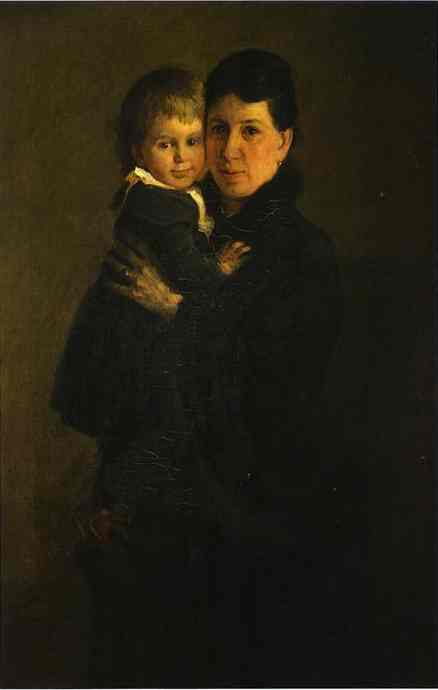
Vợ Tolstoy Sofia Andreevna Tolstaya và con gái Alexandra Tolstaya

Trong lúc ấy, cuộc kiếm tìm sự ổn định tâm hồn không bao giờ dứt tiếp tục dày vò ông. Khi ấy ông đã từ bỏ cuộc sống hoang tàng thời trẻ, và nghĩ tới việc lập gia đình. Năm 1856 ông lần đầu tiên cầu hôn không thành công (Mlle Arseniev). Năm 1860 ông bị ảnh hưởng nặng sau cái chết của người anh/em trai Nicholas, dù trước đó ông đã phải đối mặt với cái chết của cha mẹ và người bảo mẫu thời thơ ấu. Tolstoy coi cái chết của anh/em mình là cuộc chạm trán đầu tiên của ông với thực tế không thể tránh khỏi của cái chết. Sau những bất hạnh đó, Tolstoy đã viết trong nhật ký của mình rằng ở tuổi ba tư, không một phụ nữ nào có thể yêu ông, bởi ông quá già và xấu xí. Năm 1862, cuối cùng ông cầu hôn Sofia Andreyevna Behrs và được nàng đồng ý. Họ cưới ngày 23 tháng 9 cùng năm ấy.

### Đời sống gia đình
Cuộc hôn nhân là một trong hai dấu mốc quan trọng nhất trong cuộc đời Tolstoy, sự kiện kia là việc ông cải đạo. Khi đã vỡ mộng với tình trạng sống "vô tư lự" của những người nông dân, và đặc biệt của những người Cossacks ông từng sống chung tại vùng Caucasus. Cuộc hôn nhân mang lại cho ông sự giải thoát khỏi trạng thái luôn tự nghi ngờ về cuộc sống. Nó là cánh cổng tới một "tình trạng sống tự nhiên" ổn định và lâu dài. Cuộc sống gia đình, và sự chấp nhận vô lo cũng như sự quy phục với cuộc sống nơi ông sinh ra, khi ấy đã trở thành tôn giáo của ông.
Mười lăm năm đầu của cuộc hôn nhân, ông đã sống trong cuộc sống hạnh phúc, thỏa mãn và tin tưởng, triết lý của nó được thể hiện với quyền lực tạo hóa tối cao trong cuốn Chiến tranh và Hòa bình. Sophie Behrs, mới chỉ là một cô bé khi lập gia đình và trẻ hơn ông 16 tuổi, đã trở thành người vợ, người mẹ và người quản gia lý tưởng của ông. Trước khi cưới, Tolstoy đã trao cho bà những cuốn nhật ký của ông ghi chép chi tiết lại những lần ông quan hệ với những nữ nông nô. Họ có với nhau mười ba người con, năm người chết khi còn nhỏ.
Hơn nữa, Sophie là người giúp đỡ đắc lực cho chồng trong sự nghiệp văn chương, và câu chuyện nổi tiếng nhất là việc bà đã chép lại bảy lần từ đầu đến cuối cuốn Chiến tranh và Hòa bình. Tài sản của gia đình, với sự quản lý tốt của Tolstoy, cùng những khoản tiền có được nhờ những cuốn sách, tăng thêm nhiều, khiến ông có thể chi trả cho gia đình ngày một mở rộng.

### Thay đổi phong cách

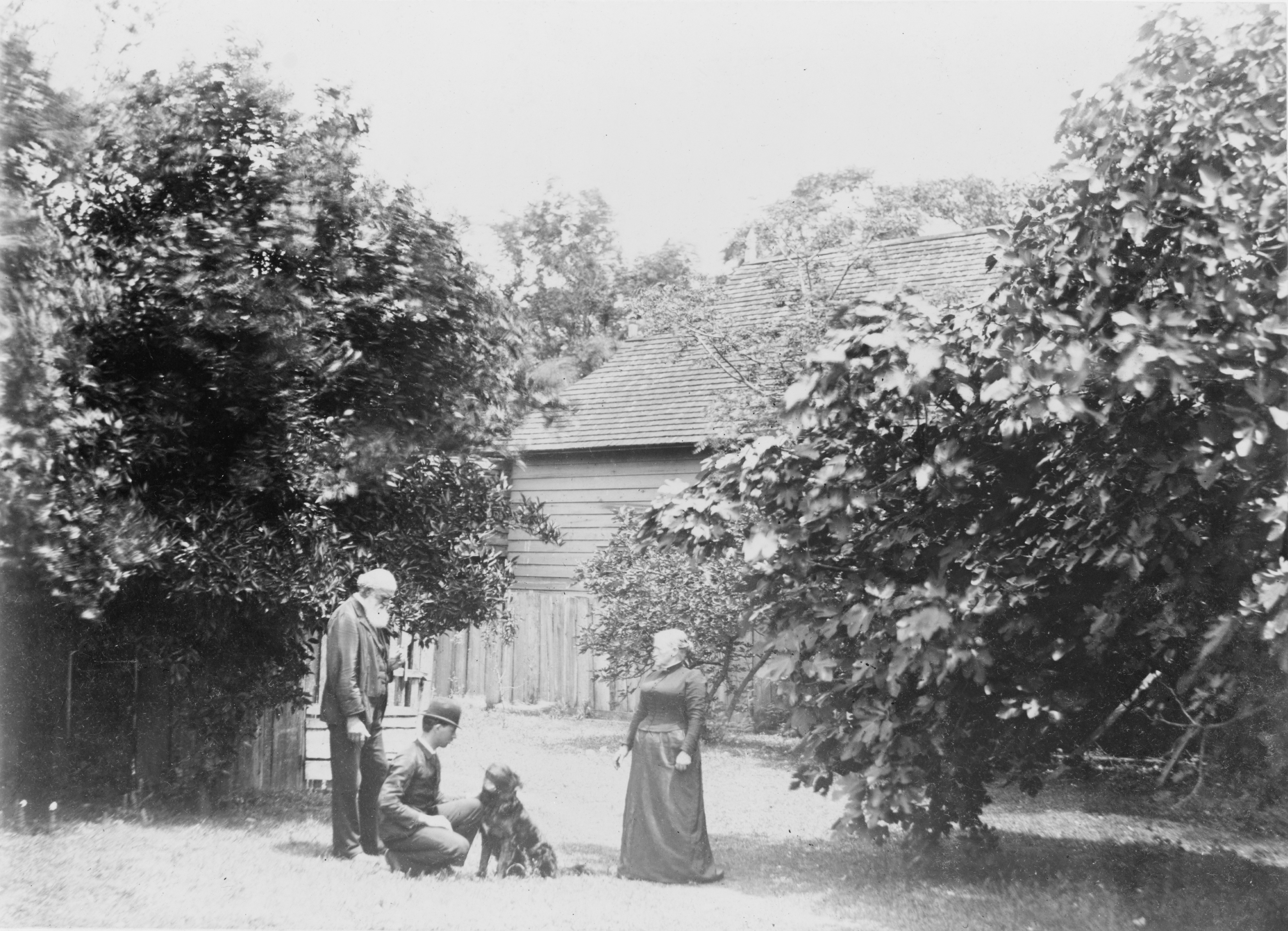
Tolstoy, vợ, con trai và chú chó

Về cơ bản Tolstoy luôn là người theo chủ nghĩa duy lý. Nhưng ở thời điểm ông viết những kiệt tác của mình chủ nghĩa duy lý trong ông đã giảm sút. Triết lý của Chiến tranh và Hòa bình và Anna Karenina (mà ông trình bày trong cuốn Một cuộc xưng tội (A Confession) rằng "một người phải sống sao cho tốt nhất cho chính mình và cho gia đình mình") là một sự đầu hàng của chủ nghĩa duy lý trong ông trước sự bất duy lý cố hữu của cuộc sống. Cuộc tìm kiếm ý nghĩa cuộc sống đã bị từ bỏ. Ý nghĩa của cuộc sống chính là cuộc sống. Sự thông thái lớn nhất chính là sự chấp nhận không ngụy biện vị trí của mình trong Cuộc sống và sống tốt nhất có thể trong hoàn cảnh ấy. Nhưng chính trong đoạn cuối cuốn tiểu thuyết Anna Karenina một sự băn khoăn đã trở nên hiển hiện. Khi ông đang viết cuốn sách đó, sự khủng hoảng đã bắt đầu và nó đã được ghi lại trong Một cuộc xưng tội và từ đó trong ông đã bắt đầu xuất hiện chủ trương của một tôn giáo mới và sự giáo dục đạo đức.
Sau khi cải đạo, các chi tiết của nó được viết dưới đây, chủ nghĩa duy lý của Tolstoy có được sự hài lòng trong hệ thống học thuyết đã được xây dựng kỹ càng của ông. Nhưng sự bất duy lý trong Tolstoy vẫn tồn tại dưới những vỏ chứng của giáo điều đã thành hình. Những cuốn nhật ký của Tolstoy cho thấy những ước vọng nhục dục vẫn hiển hiển trọng ông cho tới khi tuổi cao; và ước vọng về sự mở rộng, ước vọng đã mang lại Chiến tranh và Hòa bình, ước vọng về cuộc sống ý nghĩa với mọi vui thú và vẻ đẹp của nó, không bao giờ chết trong ông. Chúng ta thấy một vài ý niệm về nó trong những tác phẩm của ông, ông khuất phục chúng trong một kỷ luật chặt chẽ và khắt khe. Tuy nhiên, cảm nhận kỳ diệu của ông không bị ảnh hưởng từ sự cải đạo này. Ông vẫn sáng tác dễ dàng như trước và những năm cuối đời ông đã viết ra nhiều tác phẩm nghệ thuật tuyệt diệu, như Hadji Murat, một trong nhiều kiệt tác được xuất bản sau khi ông qua đời. Ngày càng rõ ràng rằng, theo lời Vladimir Nabokov, chỉ có hai chủ đề Tolstoy thực sự quan tâm và cho rằng đáng viết — đó là cuộc sống và cái chết. Quan hệ giữa cuộc sống và cái chết đã được ông phân tích nhiều lần, lặp đi lặp lại, với sự phức tạp ngày càng tăng trong bản thảo cuối cùng của Kholstomer, trong Cái chết của Ivan Ilyich, trong Một người cần bao nhiêu ruộng đất?

### Những năm cuối đời

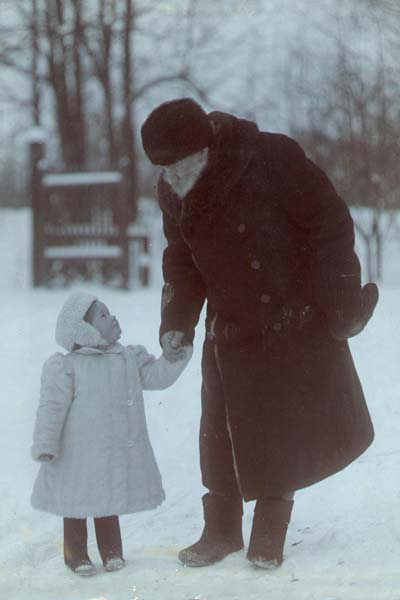
Lev Tolstoy và cháu gái tại Yasnaya Polyana

Ngay sau khi Một cuộc xưng tội trở nên nổi tiếng, Tolstoy bắt đầu, dù ban đầu trái ngược ý muốn của ông, có các môn đồ. Người đầu tiên trong số họ là Vladimir Chertkov, cựu sĩ quan Kỵ binh và là người thành lập các Tolstoyan, được D.S. Mirsky miêu tả là một "người cuồng tín hep hòi, một người bạo ngược, hà khắc, người đã gây ảnh hưởng thực tại to lớn tới Tolstoy và đã trở thành một kiểu tể tướng trong cộng đồng mới". Tolstoy cũng thiết lập quan hệ với một số phái cộng sản Kitô giáo và vô chính phủ, như Dukhobors. Dù quan điểm của ông không theo nhà thờ chính thống và ủng hộ học thuyết Thoreau về sự bất tuân dân sự, Tolstoy không bị chính phủ cản trở vì họ không muốn mang tiếng xấu ở nước ngoài. Chỉ trong năm 1901 Synod đã rút phép thông công của ông. Hành động này, bị phản đối rộng rãi cả trong và ngoài nước, và nó chỉ đơn giản khiến mọi người nghĩ rằng Tolstoy đã không còn là một tín đồ Nhà thờ chính thống nữa.
Khi danh tiếng của ông ngày càng được biết đến ở mọi tầng lớp xã hội, một số công xã Tolstoyan được hình thành trên khắp nước Nga nhằm đưa vào thực thi những học thuyết tôn giáo của Tolstoy. Và, trong hai thập kỷ cuối cuộc đời ông, Tolstoy đã giành được sự kính trọng của toàn thế giới, sự kính trọng chưa từng có với một nhà văn kể từ cái chết của Voltaire. Yasnaya Polyana đã trở thành một Ferney mới — hay thậm chí còn hơn thế, hầu như một Jerusalem mới. Những người hành hương từ khắp nơi tới đây để chiêm ngưỡng con người vĩ đại. Nhưng chính gia đình Tolstoy lại phản đối hành động của ông, trừ người con gái út Alexandra Tolstaya. Vợ ông có quan điểm hoàn toàn trái ngược ông. Bà từ chối từ bỏ quyền sở hữu tài sản của mình và xác nhận trách nhiệm với gia đình lớn của mình. Tolstoy từ chối tác quyền với những cuốn sách mới của mình nhưng buộc phải trao quyền sở hữu đất đai và tác quyền với những tác phẩm trước đó cho vợ. Cuộc sống hôn nhân sau này của ông đã được A. N. Wilson miêu tả là một trong những cuộc sống bất hạnh nhất trong lịch sử giới văn chương. 

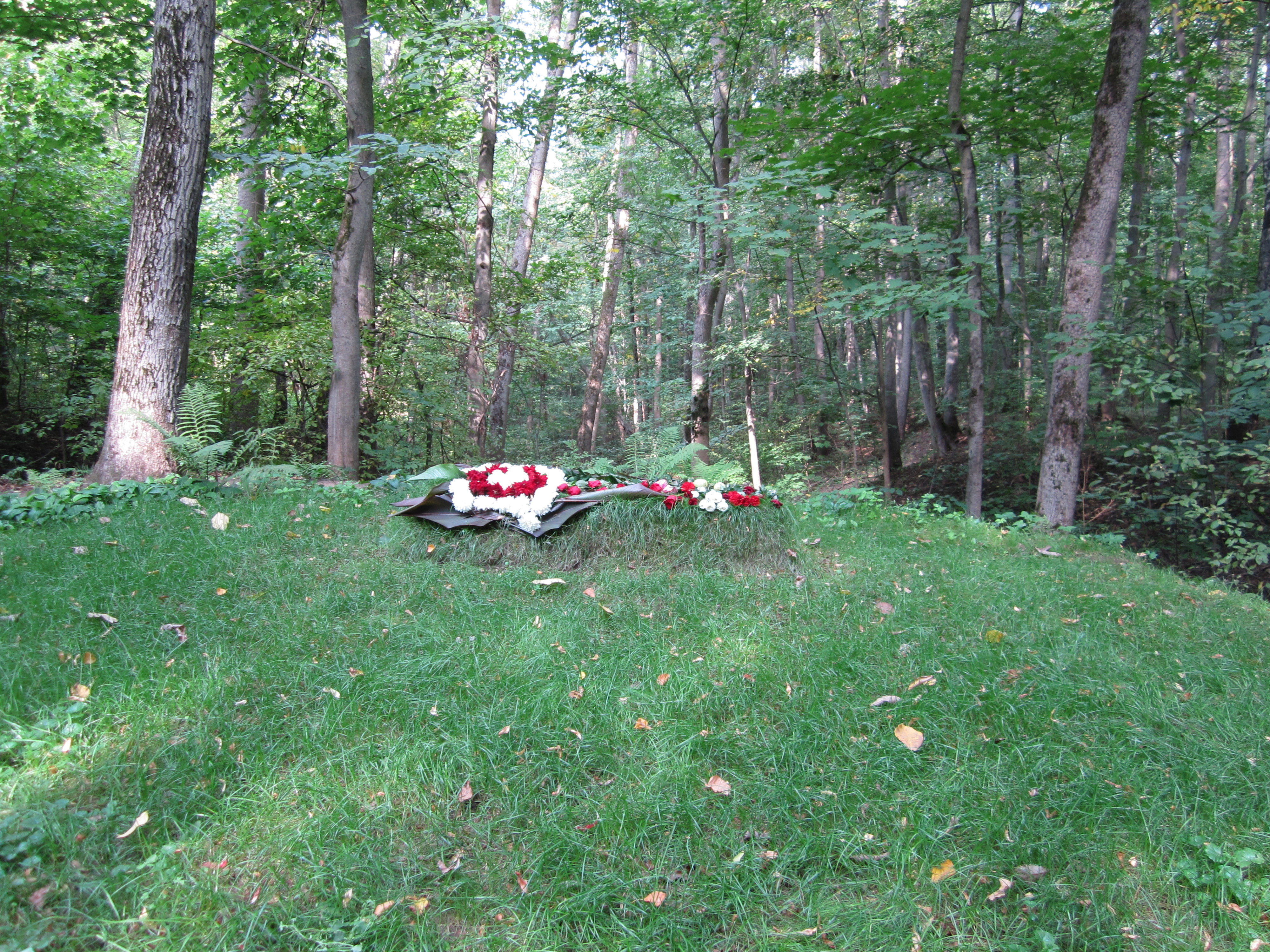
Mộ Tolstoy tại Yasnaya Polyana

Tolstoy rất khỏe mạnh so với độ tuổi của mình, nhưng ông đã ốm nặng năm 1901 và phải sống một thời gian dài tại Gaspra và Simeiz, Krym. Ông vẫn làm việc đến giây phút cuối cùng và không bao giờ có dấu hiệu suy sụp năng lực tinh thần. Bị áp lực bởi sự đối lập rõ ràng giữa quan điểm thân chủ nghĩa cộng sản và cuộc sống dễ chịu từng có khi chấp nhận quan điểm của người vợ, với tình trạng bực tức ngày càng tăng với gia đình, càng bị thúc đẩy bởi Chertkov, cuối cùng ông đã rời Yasnaya, cùng với bác sĩ riêng, đi đến một nơi vô định. Sau một số cuộc đi không nghỉ và không mục đích ông muốn tới một tu viện nơi chị/em gái của mình đang là Mẹ bề trên nhưng đã phải dừng lại tại ga đầu mối Astapovo. Tại đây ông phải vào nghỉ trong ngôi nhà của người trưởng ga và chết ngày 20 tháng 11 năm 1910. Ông được chôn cất đơn giản trong một nghĩa địa của nông dân cách Yasnaya Polyana 500 mét. Hàng ngàn người nông dân đã tham dự lễ tang ông.

## Sự nghiệp

### Tác phẩm và những câu chuyện hoang đường
Tiểu thuyết của Tolstoy luôn tìm cách thể hiện hiện thực xã hội Nga ông đang sống. Matthew Arnold đã bình luận rằng tác phẩm của Tolstoy không phải là nghệ thuật, mà là một phần cuộc sống. Những đánh giá của Arnold được đồng thuận Isaak Babel và ông đã nói rằng, "nếu thế giới có thể tự thể hiện mình dưới ngòi bút, nó sẽ giống với tác phẩm của Tolstoy".
Những cuốn sách được xuất bản đầu tiên của ông là ba cuốn tiểu thuyết tự truyện, Thời thơ ấu, Thời niên thiếu, và Thời tuổi trẻ (1852–1856). Chúng kể câu chuyện về người con trai một địa chủ lớn và sự nhận thức chậm chạp của anh ta về những khác biệt giữa mình và những người nông dân của mình. Dù lúc cuối đời Tolstoy đã bác bỏ những cuốn sách đó vì tính ủy mị của chúng, một phần lớn cuộc đời của chính ông đã được thể hiện ở đó, và những cuốn sách vẫn là nguồn thông tin xác đáng về thời kỳ tuổi thơ tới tuổi trẻ của ông.
Tolstoy đã từng là thiếu uý trong một trung đoàn pháo binh trong Chiến tranh Crimea, và đã tường thuật lại thời gian này trong cuốn Những phác thảo Sevastapol. Những trải nghiệm trong chiến tranh đã giúp chủ nghĩa hòa bình phát triển trong ông, và mang lại cho ông những tư liệu cho việc thể hiện chính xác những điều khủng khiếp của chiến tranh trong những tác phẩm sau này.
Người Cossack (1863) là một tiểu thuyết còn chưa hoàn thành viết về cuộc sống người Cossack thông qua câu chuyện của Dmitri Olenin, một quý tộc người Nga phải lòng một cô gái Cossack. Tiểu thuyết này đã được Ivan Bunin cho là một trong những tác phẩm tuyệt vời nhất bằng tiếng Nga. Sự kì diệu trong cách sử dụng ngôn ngữ của Tolstoy thường không thể được chuyển ngữ, nhưng đoạn trích sau có thể mang lại một chút khái niệm về sự dồi dào, cảm giác, và tình cảm của nguyên bản:
Along the surface of the water floated black shadows, in which the experienced eyes of the Cossack detected trees carried down by the current. Only very rarely sheet-lightning, mirrored in the water as in a black glass, disclosed the sloping bank opposite. The rhythmic sounds of night — the rustling of the reeds, the snoring of the Cossacks, the hum of mosquitoes, and the rushing water, were every now and then broken by a shot fired in the distance, or by the gurgling of water when a piece of bank slipped down, the splash of a big fish, or the crashing of an animal breaking through the thick undergrowth in the wood. Once an owl flew past along the Terek, flapping one wing against the other rhythmically at every second beat.

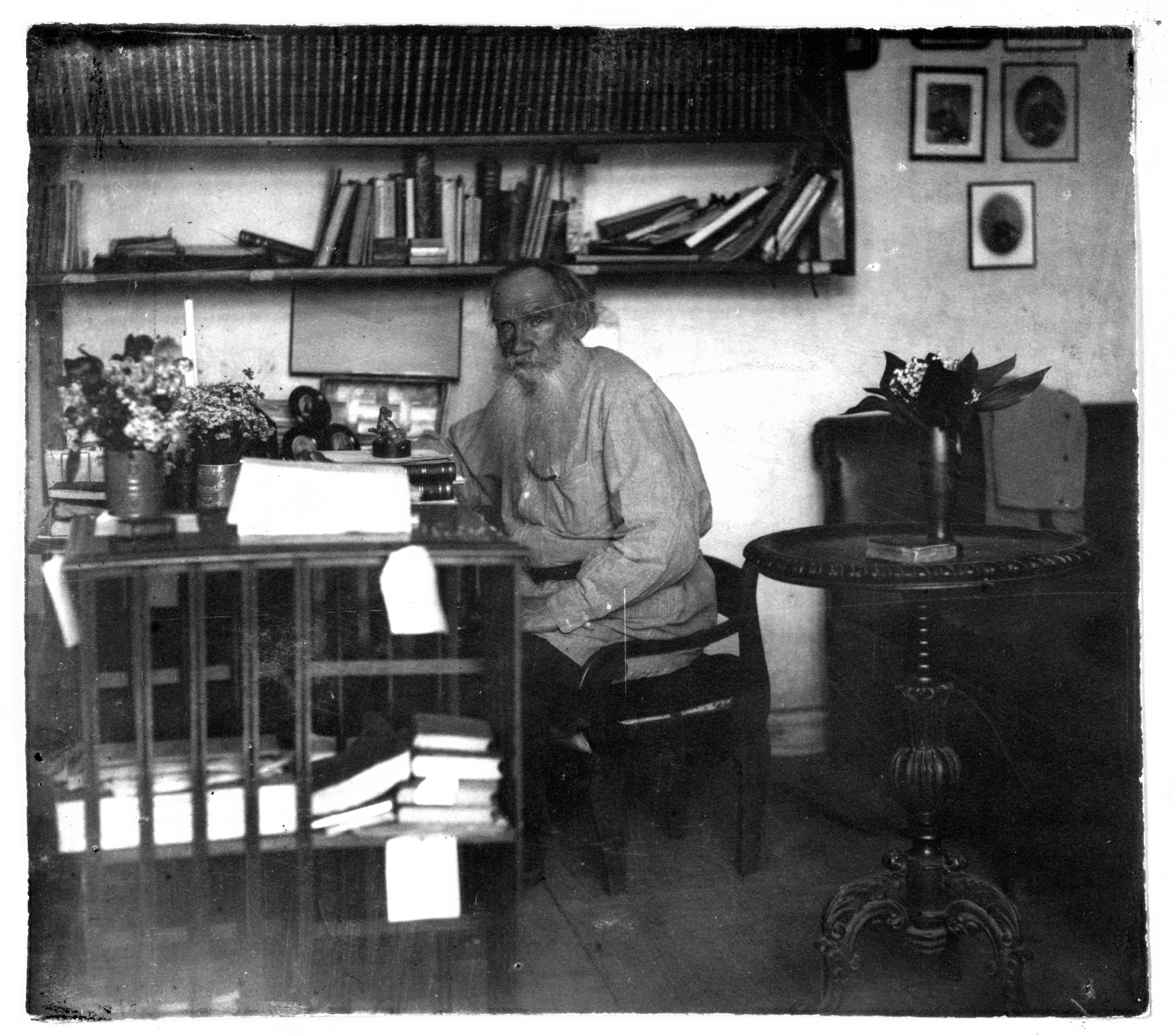
Lev Tolstoy tháng 5 năm 1908

Chiến tranh và Hòa bình nói chung được coi là một trong những tiểu thuyết vĩ đại nhất từng được viết, nổi tiếng về tầm vóc và tính thống nhất. Nó gồm tới 580 nhân vật, nhiều nhân vật thật trong lịch sử và những người khác là tưởng tượng. Câu chuyện miêu tả từ những hoạt động trong cuộc sống gia đình tới những tổng hành dinh của Napoleon, từ triều đình Alexander I Nga tới những chiến trường Austerlitz và Borodino. Cuốn tiểu thuyết đã thể hiện học thuyết của Tolstoy về lịch sử, và tính vô nghĩa của các cá nhân như Napoleon và Alexander nói riêng. Nhưng quan trọng hơn, tưởng tượng của Tolstoy đã tạo ra một thế giới rất đáng tin, rất hiện thực, tới mức không dễ để nhận ra rằng đa số các nhân vật của ông trên thực tế đều không tồn tại rằng Tolstoy không bao giờ tận mắt thấy thời đại được ông miêu tả trong tiểu thuyết.
Một điều cũng đáng ngạc nhiên, Tolstoy không coi Chiến tranh và Hòa bình là một tiểu thuyết (ông cũng không coi nhiều tiểu thuyết nổi tiếng của Nga được viết thời kỳ ấy là tiểu thuyết). Đối với ông nó là một sử thi bằng văn xuôi. Anna Karenina (1877), mà Tolstoy coi là cuốn tiểu thuyết thực sự đầu tiên của ông, là tác phẩm được xây dựng và sắp xếp tinh vi, công phu nhất. Nó tường thuật hai câu chuyện song song về một phụ nữ ngoại tình bị kẹt trong những quy định và những trò lừa dối của xã hội và một điền chủ mê triết học (như Tolstoy), người làm việc cùng với những người nông dân trên cánh đồng và tìm cách cải thiện cuộc đời họ. Cuốn tiểu thuyết cuối cùng của ông là Phục sinh, xuất bản năm 1899, kể câu chuyện của một vị quý tộc tìm cách chuộc lại một lỗi lầm đã phạm phải từ nhiều năm trước và trong đó thể hiện rất nhiều quan điểm mới của Tolstoy về cuộc sống. Một tiểu thuyết ngắn khác, Hadji Murat, được xuất bản đồng thời năm 1912. 

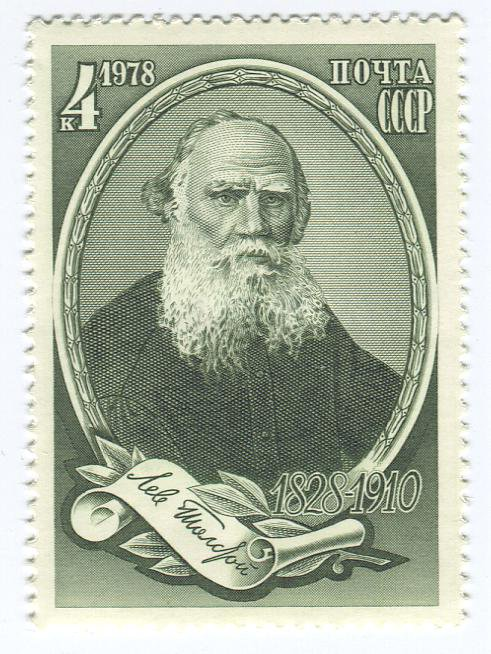
Tolstoy trên con tem Liên Xô

Tác phẩm sau này của Tolstoy thường bị coi là mang nhiều tính giáo khoa và viết một cách chắp vá, nhưng nó xuất phát từ một ước vọng và lòng nhiệt tình từ sâu thẳm những quan niệm đạo đức khắc khổ của ông. Ví dụ, cảnh quyến rũ của Sergius trong Cha Sergius, là một trong những thành công của ông. Gorky đã thuật lại việc Tolstoy từng đọc đoạn này trước mình và Chekhov và rằng Tolstoy đã bật khóc khi kết thúc. Những đoạn văn đầy sức mạnh khác ở giai đoạn sau gồm sự khủng hoảng khi phải đối mặt với chính mình của những nhân vật chính trong Sau buổi khiêu vũ và Master and Man, trong đó nhân vật chính (trong Sau buổi khiêu vũ) hay độc giả (trong Master and Man) biết được sự ngu ngốc của cuộc đời của các nhân vật chính.
Tolstoy luôn lưu ý tới trẻ em và văn học cho trẻ em và đã viết nhiều truyện cổ tích, truyện ngụ ngôn. Một số truyện ngụ ngôn của ông phỏng theo chuyện ngụ ngô Ê dốp và từ truyện Hindu.

### Danh vọng
Sự nổi danh đương thời của Tolstoy khiến ông được nhiều người ngưỡng vọng: Dostoevsky cho ông là người giỏi nhất trong số những nhà văn cùng thời trong khi Gustave Flaubert so sánh ông với Shakespeare và thổ lộ: "Thật là một nghệ sĩ và thật là một nhà tâm lý!". Anton Chekhov, người thường tới thăm Tolstoy tại nhà ông ở thôn quê, đã viết: "Khi văn học có một Tolstoy, thì thật dễ dàng và thú vị khi là một nhà văn; thậm chí khi bạn biết chính mình không làm được điều gì và vẫn chưa hoàn thành điều gì, đây cũng không phải là điều ghê gớm lắm, bởi Tolstoy đã hoàn thành công việc cho tất cả mọi người. Những điều ông đã thật sự làm để biện hộ cho tất cả những hy vọng và ước vọng được dành cho văn học". Ivan Turgenev đã gọi Tolstoi là một "nhà văn vĩ đại của vùng đất Nga".
Những nhà phê bình và tiểu thuyết sau này tiếp tục ca ngợi tài năng của ông: Virginia Woolf tuyên bố ông là "người vĩ đại nhất trong số những nhà văn viết tiểu thuyết", và James Joyce viết: "Ông không bao giờ mệt mỏi, không bao giờ ngốc nghếch, không bao giờ mệt mỏi, không bao giờ làm ra vẻ mô phạm, không bao giờ tỏ điệu bộ!". Thomas Mann đã viết về tính chân thật của ông — "Hiếm khi các tác phẩm nghệ thuật lại gần với tự nhiên như vậy" — một tình cảm được nhiều người chia sẻ, gồm cả Marcel Proust, William Faulkner, Vladimir Nabokov, những người coi ông đứng trên tất cả các tiểu thuyết gia Nga khác, thậm chí cả Gogol, và đánh giá ông tương đương với Pushkin trong số những nhà thơ Nga.

## Tôn giáo và đức tin chính trị

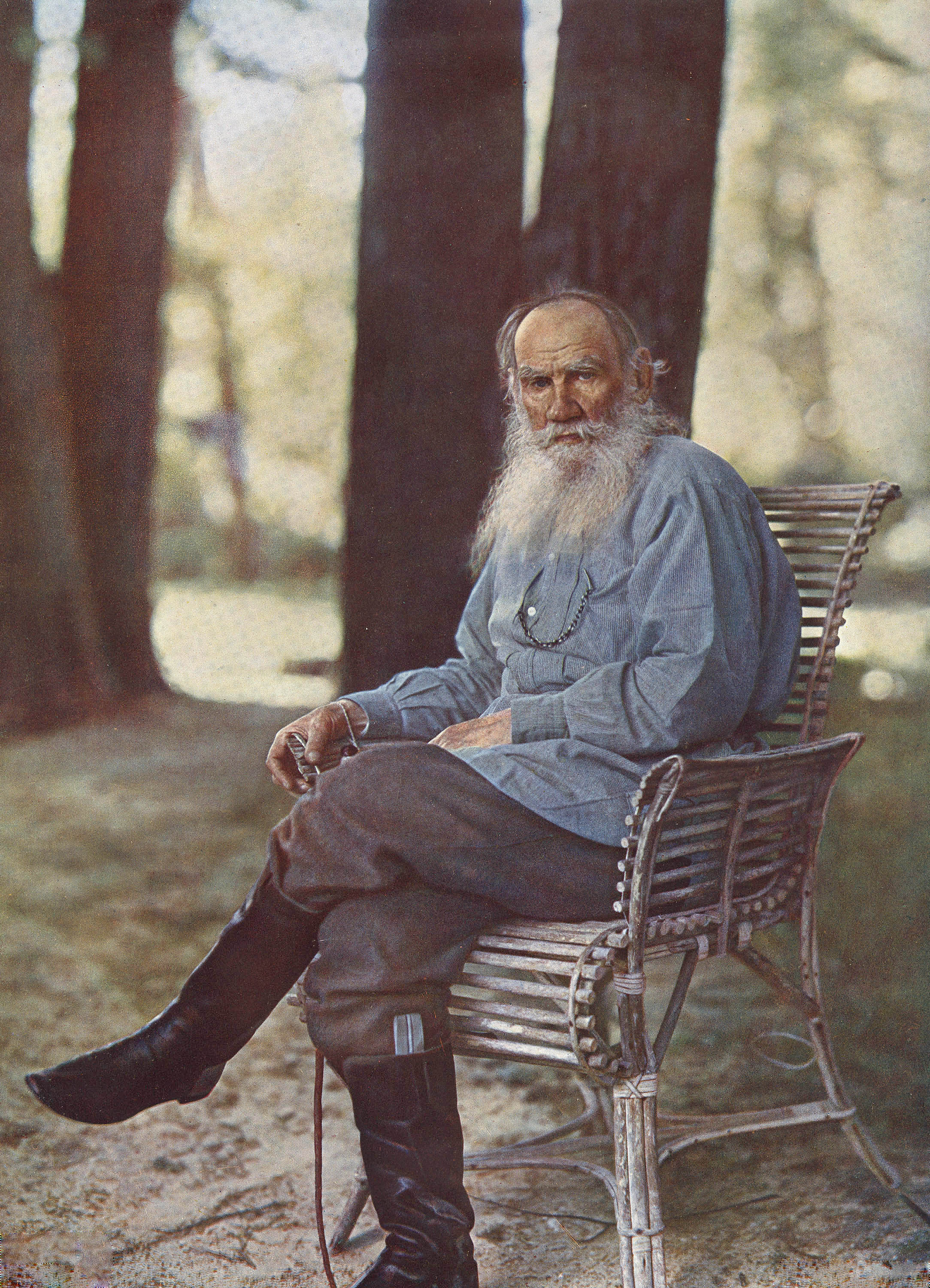
Ảnh màu của Lev Tolstoy (1908)

Khi gần 50 tuổi, Tolstoy gặp cuộc khủng hoảng trung niên, khi ấy ông kiên quyết rằng ông sẽ không thể tiếp tục sống mà không biết ý nghĩa của cuộc sống, và vì thế ông nguyền hoặc tìm ra nó hoặc sẽ tự sát. Sau khi xem xét nhiều khía cạnh, ông đã tìm ra câu trả lời trong sự răn dạy của Jesus, được ông diễn giải theo cách bị ảnh hưởng nhiều từ Phật giáo. Ông tường thuật lại cuộc khủng hoảng trung niên của mình trong cuốn Một cuộc xưng tội, và những kết luận từ các cuộc nghiên cứu của ông trong Tôn giáo của tôi, Vương quốc của Chúa là ở bên trong bạn, và Tóm tắt Phúc âm.
Học thuyết đã đạt tới độ chín của Tolstoy là một "Kitô giáo" dựa trên lý trí, lột bỏ tất cả truyền thống và tất cả chủ nghĩa thần bí tích cực. Ông chối bỏ sự bất tử cá nhân và đặc biệt tập trung vào sự răn dạy đạo đức trong Phúc Âm. Về sự răn dạy đạo đức của Jesus, những từ "Không chống cự cả với quỷ" (Resist not evil) được lấy làm nguyên tắc. Ôngchối bỏ quyền lực của Nhà thờ, vốn ủng hộ Nhà nước, và ông lên án Nhà nước, vốn gây ra bạo lực và tham nhũng. Những lời buộc tội của ông ở mọi hình thức cho phép chúng ta hiểu được học thuyết của Tolstoy, trong khía cạnh chính trị của nó, như Chủ nghĩa vô chính phủ Kitô giáo.

### Ngọn nguồn đức tin

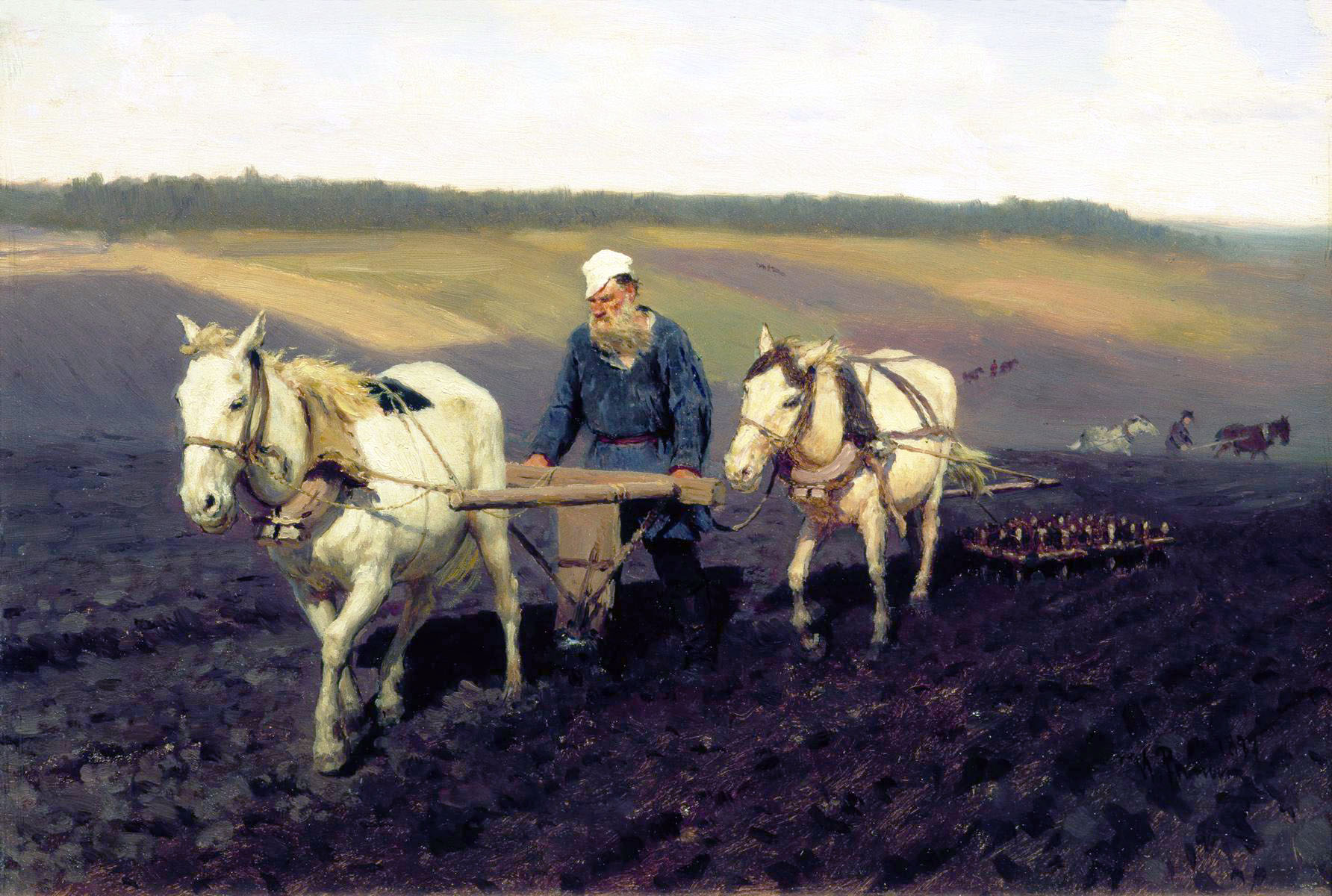
Lev Tolstoy tại điền trang

Sự biến đổi của Tolstoy từ một nhà văn của xã hội chơi bời và đầy đặc quyền sang thành một người theo chủ nghĩa vô chính phủ không bạo lực và vô thần trong những năm cuối đời diễn ra trong hai cuộc đi vòng quanh châu Âu năm 1857 và 1860-61, một giai đoạn khi những nhà quý tộc theo khuynh hướng tự do Nga phải bỏ trốn khỏi sự đàn áp chính trị trong nước; những người cùng đi theo con đường này là Alexander Herzen, Mikhail Bakunin và Peter Kropotkin. Trong chuyến thăm năm 1857, Tolstoy đã chứng kiến một cuộc hành quyết trước công chúng tại Paris, một trải nghiệm đau đớn sẽ theo suốt cuộc đời ông sau đó. Ông đã viết một bức thư cho người bạn là V. P. Botkin:
| “ | Sự thật rằng Nhà nước là một hệ thống âm mưu được thiết kế không chỉ để khai thác, mà trên tất cả, để ăn cướp từ các công dân của mình... Vì thế, tôi sẽ không bao giờ phục vụ bất kỳ một chính phủ nào, ở bất kỳ đâu. | ” |

Triết lý chính trị Tolstoy cũng bị ảnh hưởng sau cuộc viếng thăm người theo tư tưởng tự do Pháp Pierre-Joseph Proudhon tháng 3 năm 1861, khi ấy ông này đang phải sống trong cảnh bị lưu đày với cái tên giả ở Brussels. Ngoài việc xem lại các tác phẩm sắp xuất bản của Proudhon, "Chiến tranh và Hòa bình", cái tên Tolstoy sẽ lấy để cho kiệt tác của mình, hai người đã bàn luận về giáo dục, Tolstoy đã viết trong cuốn sổ về giáo dục của mình:
| “ | Nếu tôi thuật lại cuộc thảo luận này với Proudhon, có nghĩa để thể hiện, theo kinh nghiệm cá nhân tôi, ông ta là người duy nhất hiểu tầm quan trọng của giáo dục và của xuất bản in trong thời đại chúng ta. | ” |

Trong Chương VI Một cuộc xưng tội, Tolstoy đã trích dẫn đoạn cuối cùng trong Thế giới như là ý chí và biểu tượng của Schopenhauer. Trong đoạn này, nhà triết học Đức đã giải thích tại sao sự vô nghĩa có từ sự phủ định hoàn toàn cái tôi chỉ là một sự vô nghĩa tương đối và không cần phải sợ hãi nó. Tolstoy đã bị ảnh hưởng bởi các giáo điều Kitô giáo, Phật giáo, và Hindu cho rằng khổ hạnh là con đường để dẫn tới sự thần thánh. Điều này thích hợp với những ý kiến của riêng ông, được thể hiện qua nhật ký trong nhiều năm. Vì thế Tolstoy, nhà quý tộc Nga, dần trở thành một người theo đạo đức khổ hạnh, lựa chọn sự nghèo khổ và khước từ ý chí.

### Chủ nghĩa vô chính phủ Kitô giáo
Dù ông không tự coi mình là một người vô chính phủ bởi ông coi thuật ngữ này dùng để chỉ những người muốn thay đổi xã hội bằng bạo lực, Tolstoy vẫn thường được coi là một người theo chủ nghĩa vô chính phủ. Những đức tin Kitô giáo của Tolstoy dựa trên Bài giảng trên Núi (Sermon on the Mount), và đặc biệt trên câu đưa cả má bên kia (turn the other cheek), mà ông coi là một sự chứng minh cho chủ nghĩa hòa bình, không bạo lực. Tolstoy tin rằng việc là một tín đồ Kitô giáo đồng nghĩa ông là người theo chủ nghĩa hòa bình và, vì sự sử dụng vũ lực của chính phủ Nga, là một người theo chủ nghĩa hòa bình khiến ông trở thành người theo chủ nghĩa vô chính phủ.
Học thuyết kháng cự bất bạo động của Tolstoy khi đối mặt với sự xung đột là một thuộc tính riêng biệt khác của triết lý của ông dựa trên những lời răn của Chúa. Khi gây ảnh hưởng trực tiếp tới Mahatma Gandhi với ý tưởng này trong tác phẩm Vương quốc của Chúa là ở bên trong bạn, Tolstoy đã gây ảnh hưởng to lớn tới phong trào phản kháng bất bạo động cho tới ngày nay. Ông cũng phản đối tư hữu và định chế hôn nhân và sự đề cao giá trị những ý tưởng trinh bạch và tiết chế tình dục (được thảo luận trong Cha Sergius và lời nói đầu của ông cho cuốn The Kreutzer Sonata), những ý tưởng cũng được chàng trai trẻ Gandhi tin tưởng. 

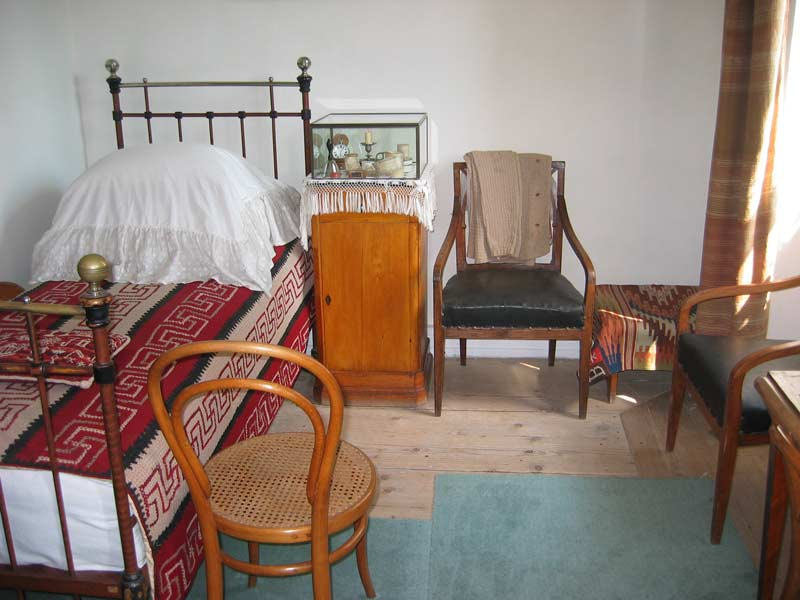
Phòng của Lev Tolstoy tại Yasnaya Polyana

Trong hàng trăm bài luận trong hai mươi năm cuối đời mình, Tolstoy đã lặp lại sự chỉ trích kiểu vô chính phủ với Nhà nước và giới thiệu những cuốn sách của Kropotkin và Proudhon cho những độc giả của mình, tuy phản đối sự tán thành các phương tiện cách mạng bạo lực của chủ nghĩa vô chính phủ, ông đã viết trong bài luận "Về sự Vô chính phủ" năm 1900:
| “ | Những người vô chính phủ đúng về mọi phương diện; trong sự phủ nhận trật tự hiện hữu, và trong sự xác nhận rằng, nếu không có Chính quyền, không thể có nhiều bạo lực hơn ở tình trạng có Chính quyền hiện hữu. Họ chỉ sai lầm ở suy nghĩ rằng Vô chính phủ có thể được thiết lập bằng một cuộc cách mạng. Nhưng nó chỉ có thể thành hiện thực nếu có nhiều và nhiều hơn những con người không yêu cầu sự bảo vệ từ phía quyền lực chính phủ... Chỉ có thể có một cuộc cách mạng vĩnh cửu - một cuộc cách mạng đạo đức: thế hệ của con người tinh thần. | ” |

### Chủ nghĩa hòa bình
Dù có những mối lo ngại về bạo lực vô chính phủ, Tolstoy vẫn chấp nhận mối nguy hiểm khi truyền bá những ấn phẩm bị cấm đoán của những nhà tư tưởng theo chủ nghĩa vô chính phủ Nga, và đã sửa đổi những bản in cuốn "Về một cuộc nổi dậy" (Words of a Rebel) của Peter Kropotkin, được xuất bản lậu tại St Petersburg năm 1906. Hai năm trước, trong Chiến tranh Nga-Nhật, Tolstoy đã công khai lên án cuộc chiến và viết thư cho nhà sư Nhật Soyen Shaku trong một nỗ lực không thành công nhằm đưa ra một tuyên bố hòa bình chung.
Một bức thư của Tolstoy viết năm 1908 cho một tờ báo Ấn Độ với tiêu đề "Thư gửi một người theo đạo Hindu" mang tới tình cảm thân mật với Mohandas Gandhi, người khi ấy đang ở Nam Phi và đang bắt đầu trở thành một nhà hoạt động. Đọc cuốn "Vương quốc của Chúa là ở bên trong bạn" khiến Gandhi quyết định từ bỏ bạo lực và tán thành phản kháng bất bạo động, một sự tán thành mà Gandhi đã viết lại trong tiểu sử của mình, gọi Tolstoy là "người đề xướng vĩ đại nhất của thuyết bất bạo động mà thời đại này có thể tạo ra". Sự thân mật giữa Tolstoy và Gandhi chỉ kéo dài một năm, từ tháng 10 năm 1909 tới khi Tolstoy chết tháng 11 năm 1910, nhưng dẫn tới việc Gandhi đặt tên Tolstoy Colony cho ashram thứ hai của ông tại Nam Phi. Bên cạnh phản kháng bất bạo động, hai người có chung niềm tin ở giá trị của sự ăn chay, chủ đề của nhiều bài luận của Tolstoy (xem Sự chay tịnh Kitô giáo).
Cùng với chủ nghĩa duy tâm ngày càng phát triển, Tolstoy cũng trở thành một người ủng hộ nhiệt thành cho phong trào Quốc tế ngữ. Tolstoy đã rất ấn tượng trước những niềm tin hoà bình của những người Doukhobor và lôi kéo sự chú ý quốc tế tới vụ hành quyết họ, sau khi họ đã đốt vũ khí trong một cuộc phản kháng hòa bình năm 1895. Ông đã giúp những người Doukhobor di cư tới Canada.